# Willow Lake
Willow Lake est une municipalité américaine située dans le comté de Clark, dans l'État du Dakota du Sud. Selon le recensement de 2010, elle compte 263 habitants. La municipalité s'étend sur 0,38 milles carrés (0,98 km2).
La ville est fondée en 1882 sur les rives du Willow Lake, dont le nom provient des saules (willows en anglais) alentour.

## Démographie
| 1890 | 1900 | 1910 | 1920 | 1930 | 1940 |
| ---- | ---- | ---- | ---- | ---- | ---- |
| 240  | 210  | 437  | 477  | 514  | 427  |

| 1950 | 1960 | 1970 | 1980 | 1990 | 2000 |
| ---- | ---- | ---- | ---- | ---- | ---- |
| 484  | 467  | 353  | 375  | 317  | 294  |

| 2010 | - | - | - | - | - |
| ---- | - | - | - | - | - |
| 263  | - | - | - | - | - |